# Sunka Bloka
Sunka Bloka (en idioma lakota) (ca. 1840-1936), conocido en inglés como He Dog, Él, Perro, fue un miembro de los Lakota Oglala que peleó junto a Caballo Loco durante la guerra Sioux de 1876-77.

## Biografía
Nació en la primavera de 1840 en el nacimiento del río Cheyenne, cerca de las Black Hills. Fue hijo del jefe Black Stone y de Blue Day, hermana de Red Cloud. El menor de sus hermanos fue Short Bull (conocido después como Grant Short Bull). Alrededor de la década de 1860 formó junto a sus hermanos una pequeña banda Lakota Oglala, conocida como Cankahuhan o Soreback band (que puede traducirse como la «banda de las espaldas dolientes») asociada con la banda Bad Face de Red Cloud (oglala).
He Dog y sus familiares participaron en la guerra sioux de 1876-77. Después que una comisión gubernamental no lograra convencer a los lakota de que abandonaran las Black Hill, en enero de 1876 el presidente les dio un ultimátum a las bandas ubicadas al norte para que acudieran a las respectivas agencias oficiales o, en caso contrario, serían forzadas a irse por la fuerza armada. He Dog acampó con la banda Soreback en el río Tongue cuando el mensaje fue enviado. Su hermano Short Bull manifestó más adelante que la mayoría de los oglala del norte decidieron acudir a la agencia respectiva en la primavera, terminada la última cacería de búfalos.
En marzo de 1876, He Dog contrajo matrimonio con una joven llamada Rock (Inyan) y, con parte de la banda Soreback, se detuvo un tiempo con los cheyenne del norte asentados en el río Powder, en el entonces territorio de Wyoming. En la mañana del 17 de marzo de 1876, una columna de tropas a las órdenes del coronel Joseph J. Reynolds les atacó. «Este ataque fue un momento decisivo —afirmó tiempo después Short Bull— Si no hubiera sido por ese ataque, habríamos acudido a la agencia esa primavera, y no hubiera ocurrido ninguna guerra sioux».
Durante el verano de 1876, He Dog participó en la batalla de Rosebud y en la de Little Big Horn. También en Slim Buttes en septiembre de ese año y en Wolf Mountain en enero de 1877. Finalmente se rindió en la agencia conocida como Red Cloud junto a Caballo Loco en mayo de 1877. Después de la muerte de este, acompañó a los oglala a Washington D. C. como delegado para reunirse con el presidente. 
He Dog y otros miembros de la banda Soreback huyeron de la agencia Red Cloud después del desalojo de ésta al río Misuri durante el invierno de 1877-78. Llegando a Canadá, acompañaron a Toro Sentado en el exilio los siguientes dos años. La mayoría de los Oglala del norte se rindieron en Fort Keogh en 1880 y fueron transferidos a la agencia Standing Rock en el verano de 1881. Estos y He Dog fueron finalmente transferidos a la reserva Pine Ridge para acompañar a sus familiares en la primavera de 1882.
Vivió el resto de su vida en esta reserva. Sirvió como juez respetable entre los amerindios y fue entrevistado por algunos historiadores, como Walter M. Camp, Eleannor Himman y Mari Sandoz. Murió en 1936.

## Otros nombres He Dog
Este líder Oglala no debe ser confundido con otro cheyenne del norte del mismo nombre que peleó en la batalla de Little Big Horn ni con otro jefe Brulé de menor rango. Este fue fotografiado por John A. Anderson y su retrato es confundido con el líder Oglala.